# Scuola lingue estere dell'Esercito Italiano
La scuola lingue estere è un istituto di formazione dell'Esercito Italiano specializzata nella formazione del personale di forza armata nelle lingue straniere, è stata fondata nel 1963 dallo Stato Maggiore dell'Esercito e posta alle dipendenze del terzo reparto, nel 1983 passa sotto l'Ispettorato della formazione dell'Esercito, oggi Comando per la Formazione e la Dottrina dell'Esercito (COMFORDOT), e nel 1993 si trasferisce presso il complesso di Santa Giuliana a Perugia mantenendo un distaccamento presso la precedente sede di Roma.

## Organizzazione
La scuola è strutturata su un Comando, al cui vertice è posto un Generale di Brigata dal quale dipendono il reparto corsi, il reparto accademico, l'agenzia controlli di qualità, comandante e direttore dei corsi, la sezione coordinamento amministrativo, l'ufficio coordinamento, il comando sede e il distaccamento di Roma (presso la Caserma Rossetti alla Cecchignola).
Dal comandante del reparto corsi dipendono i corsi tenuti in sede, e a distanza tramite piattaforma e-learning. Dalla direzione accademica dipende la sezione coordinamento didattico. L'agenzia controlli di qualità è deputata alla certificazione linguistica del personale esaminato.
Dall'ufficio coordinamento dipendono l'ufficio addestramento studi e sicurezza, l'ufficio segreteria e personale, l'ufficio logistico, la sezione C4 e il plotone servizi.

## Corsi
L'offerta formativa della SLEE comprende:
- Corsi in sede
- Corsi a distanza
- Corsi OSLT (On Site Language Training)